# La Javie (tổng)
Tổng Javie là một tổng ở tỉnh Alpes-de-Haute-Provence trong vùng Provence-Alpes-Côte d'Azur.
Tổng này được tổ chức xung quanh La Javie ở quận Digne-les-Bains. Độ cao từ 694 m (Le Brusquet) đến 2 920 m (Prads-Haute-Bléone) với độ cao trung bình là 950 m.

## Hành chính
| Giai đoạn | Ủy viên        | Đảng | Tư cách |
| --------- | -------------- | ---- | ------- |
| 2004-2010 | Jean Yves Roux |      |         |

## Các đơn vị hành chính
Tổng Javie gồm 6 xã với dân số 1 691 người (điều tra năm 1999, dân số không tính trùng)
| Xã                 | Dân số | Mã bưu chính | Mã insee |
| ------------------ | ------ | ------------ | -------- |
| Archail            | 7      | 04420        | 04009    |
| Beaujeu            | 152    | 04420        | 04024    |
| Le Brusquet        | 966    | 04420        | 04036    |
| Draix              | 86     | 04420        | 04072    |
| La Javie           | 335    | 04420        | 04097    |
| Prads-Haute-Bléone | 145    | 04390        | 04155    |

## Thông tin nhân khẩu
| 1962                                                     | 1968 | 1975 | 1982  | 1990  | 1999  |
| -------------------------------------------------------- | ---- | ---- | ----- | ----- | ----- |
| 779                                                      | 888  | 934  | 1 186 | 1 482 | 1 691 |
| Nombre retenu à partir de 1962 : dân số không tính trùng |      |      |       |       |       |